# Egon Hanusz
Egon Hanusz (Nagyatád, 25 de septiembre de 1997) es un jugador de balonmano húngaro que juega de central en el SL Benfica. Es internacional con la selección de balonmano de Hungría.
Su primer gran campeonato con la selección fue el Campeonato Mundial de Balonmano Masculino de 2021.

## Clubes
| Club               | País     | Año       |
| ------------------ | -------- | --------- |
| Csurgói KK         | Hungría  | 2015-2021 |
| TVB 1898 Stuttgart | Alemania | 2021-2024 |
| SL Benfica         | Portugal | 2024-Act. |